# Zalaköveskút
Zalaköveskút là một thị trấn thuộc hạt Zala, Hungary. Thị trấn này có diện tích 2,27 km², dân số năm 2010 là 28 người, mật độ 12 người/km².